# Дах Хану
Дах-Хану (Dah Hanu) — основная долина, где живут минаро (брокпа, группа шина) и распространён язык брокскат (дардская группа) в Ладакхе (Индия). Находится на северо-западе округа Лех, в долине реки Инд, сразу к югу от линии прекращения огня между Индией и Пакистаном. Включает деревни Дха, Дах, Гаркхон (Garkhon), Дарчик (Darchiks), Чуличан (Chulichan), Гургурдо (Gurgurdo), Баталик (Batalik), ранее также Хану, где позднее перешли на ладакхский язык.
Шина из Дах-Хану считают себя буддистами, но также поклоняются своим богам. Они индоевропейцы, но с примесью ладакхцев-монголоидов.
В долине теплее, чем в Лехе, так как она находится ниже.